# 红寺遗址
红寺遗址，位于中国甘肃省榆中县，为一个省级文物保护单位，类型为古遗址。
红寺遗址的历史年代为新石器时代至青铜时代。